# لیونل مارشال جونیور
لئونل مارشال بورخس جونیور (به انگلیسی: Leonel Marshall Borges, Jr) بازیکن والیبال اهل کوبا، سابق تیم ملی کوبا و بازیکن فعلی باشگاه فنرباغچه است. مارشال به دلیل پرش بلند و عمودی خود در بین بازیکنان جهان شناخته شده است. مارشال در سال ۱۹۹۷ تا ۲۰۰۲ در تیم ملی والیبال کوبا حضور داشت. وی در سال ۲۰۰۳ به اولین تیم باشگاه خود یعنی پیاچنزا پیوست. مارشال در سال ۲۰۱۰ قراردادی بلند مدت با تیم فنرباغچه به امضا رساند.